# Vukovec
Vukovec je naselje u Hrvatskoj u sastavu općine Svetog Petra Orehovca. Nalazi se u Koprivničko-križevačkoj županiji. 

## Zemljopis
Zapadno su Štrigovec i Gornja Rijeka, sjeverozapadno je Deklešanec, sjeverno su Hižanovec i Vojnovec Kalnički, sjeveroistočno su Popovec Kalnički, Obrež Kalnički i Borje, južno-jugoistočno je Vinarec, jugoistočno je Finčevec, južno-jugoistočno je Bogačevo, južno je Bogačevska Rijeka, jugozapadno sue Dropkovec, Fajerovec i Donja Rijeka.

## Stanovništvo
| broj stanovnika | 112   | 112   | 146   | 162   | 175   | 220   | 186   | 205   | 184   | 174   | 168   | 162   | 152   | 149   | 121   | 101   | 75    |
|                 | 1857. | 1869. | 1880. | 1890. | 1900. | 1910. | 1921. | 1931. | 1948. | 1953. | 1961. | 1971. | 1981. | 1991. | 2001. | 2011. | 2021. |